# Voith Gravita
Die Voith Gravita ist eine dieselhydraulische Lokomotive mit Mittelführerhaus von Voith. Im Fahrzeugeinstellungsregister wird die Bauart Gravita 10 BB mit der Baureihennummer 1261 und die Gravita 15L BB mit der Baureihennummer 1265 geführt.

## Geschichte
Der erste Prototyp einer Gravita wurde auf der InnoTrans 2008 vorgestellt. Am 11. Juli 2008 kündigte die Deutsche Bahn an, dass sie 130 Lokomotiven der Variante 10 BB als Rangierlokomotive beschaffen will. 2009 und 2010 wurden Testfahrten mit der 10 BB auf dem Eisenbahnversuchsring Velim durchgeführt.
Im Fahrzeugeinstellungsregister wird die Gravita 10 BB als 1261 geführt, die Gravita 15 und 15L BB als 1265. DB Cargo führt die jeweiligen Baureihen als 261 bzw. 265.

## Varianten
Insgesamt sollten fünf verschiedene Gravitas im Leistungsspektrum von 400 bis 2200 Kilowatt auf die Schienen gebracht werden. Neben den realisierten vierachsigen Typen 10 BB, 10L BB, 15 BB und 15L BB war auch geplant, die dreiachsigen Varianten 5 C und 5L C sowie die sechsachsige 15L CC für Schmalspurbahnen zu bauen.
Die Lokomotiven der Ausführung 10 BB erhielten einen 8-Zylinder-Motor der Baureihe 4000 von MTU, außerdem PZB 90, Funkfernsteuerung und Rangierkupplung. Die 15 BB und 15L BB erhielten 12- bzw. 16-Zylinder-Motoren der gleichen Motorenbaureihe. Bei der Serienzulassung der Gravita 15L BB gab es Probleme. Nachdem aber nachgewiesen werden konnte, dass die Radsatzwelle nicht überlastet werden kann, wurde die zunächst angeordnete Beschränkung auf 70.000 Kilometer aufgehoben.

## Konstruktive Merkmale
Auf einem selbsttragenden Rahmen sind die Aufbauten angeordnet. Im längeren Vorbau befinden sich Motor und Getriebe, im kürzeren Vorbau die Elektrik sowie das Druckluftsystem mit Luftpresser und Steuerventil der Bremse. Das Führerhaus nimmt die ganze Breite ein, während sich an den Vorbauten beidseitig ein Seitenumlauf befindet, über den auch der Zugang in das Führerhaus erfolgt. Die Türen sind in Fahrtrichtung jeweils links angeordnet.
An den Stirnseiten befinden sich zylindrische Deformationselemente zwischen Puffer und Stirnträger. Der Rahmen ruht mittels Flexicoil-Federpaaren auf den Drehgestellen. Über tiefangelenkte Zug-Druck-Stangen werden die Zug- und Bremskräfte übertragen. Die DB-Loks haben hohlgebohrte Achswellen und Monoblockräder.
Dem hydraulischen Getriebe ist bei einigen Versionen ein mechanisches Getriebe nachgeschaltet, über das im Stillstand zwischen Rangier- und Streckengang gewählt werden kann.

## Bestand
Insgesamt fünf Loks des Typs Gravita 10 BB sind als Em 847 an die schweizerischen Unternehmen Stahl Gerlafingen und Panlog geliefert worden.
Achtzehn weitere Loks (Stand August 2011), inklusive der zehn bei der Deutschen Bahn als Baureihe 260 eingesetzten, sind Eigentum der Vermietungsgesellschaft Northrail. Die ersten drei sind bei wechselnden Mietern im Einsatz. Die achte gelieferte Lok (Werksnummer 10052) trägt bei der Deutschen Bahn die Betriebsnummer 260 001, die weiteren haben von 260 502 bis 260 510 fortlaufende Nummern. Zwei Lokomotiven sind in Besitz der Voith-Turbo Lokomotivtechnik. Zwei Gravita 10 BB wurden im September 2011 an die Saar Rail geliefert.
Ab Dezember 2010 wurden die ersten von 130 neuen Gravita-Lokomotiven als Baureihe 261 der DB Schenker Rail (heute DB Cargo) ausgeliefert, sie wurden zunächst im Rangierdienst auf Bahnhöfen im Hamburger Raum (Heimatdienststelle Hamburg-Maschen) und Halle (Saale) eingesetzt. Auch in Mainz-Bischofsheim, Oberhausen, Hagen-Vorhalle und Gremberg sind 2014 Loks der Baureihe 261 stationiert, die 265 sind in Mainz-Bischofsheim, Seelze, Halle G und Hagen-Vorhalle beheimatet. Sie werden mittelfristig die Baureihen 291 und 295 sowie die Baureihe 298 im schweren Rangierdienst ersetzen. Die Baureihe 261 unterscheidet sich dabei von der Baureihe 260 durch den eingebauten Rußpartikelfilter, zu deren Verwendung sich die DB erst nach der Bestellung der 130 Lokomotiven entschlossen hatte.
Die Gravita 15 BB wurde auf der Innotrans 2010 vorgestellt. Mitte März 2012 wurde bekannt, dass 31 Lokomotiven der bisherigen Bestellung der DB als Gravita 15L BB ausgeliefert werden sollen. Im Oktober 2012 wurde die erste dieser Exemplare mit einer Leistung von 1800 Kilowatt fertiggestellt, sie wird in die Baureihe 265 eingeordnet und trägt die Nummer 265 001. Bis 2014 war die Lieferung abgeschlossen.
Die Produktion der Voith Gravita ist eingestellt. Insgesamt sind 165 Gravita-Diesellokomotiven hergestellt worden. Auf der firmeneigenen Homepage wurden im Mai 2014 demgegenüber weiterhin Gravita-Lokomotiven angeboten. Die Website vermerkte, dass sich Lokomotiven für die Hohenzollerische Landesbahn und die Paribus-Gruppe in Produktion befänden.
Am 12. Mai 2016 wurden alle Lokomotiven der Baureihe 265 abgestellt, weil es Probleme mit Motor und Getrieben gab. Bei einem Bruch der Steuerstange konnte es sein, dass die Lokomotiven sich selbstständig in Bewegung setzten. Mittlerweile sind die Probleme behoben und alle Maschinen wieder im Einsatz.

## Bildergalerie

261 020 der DB AG
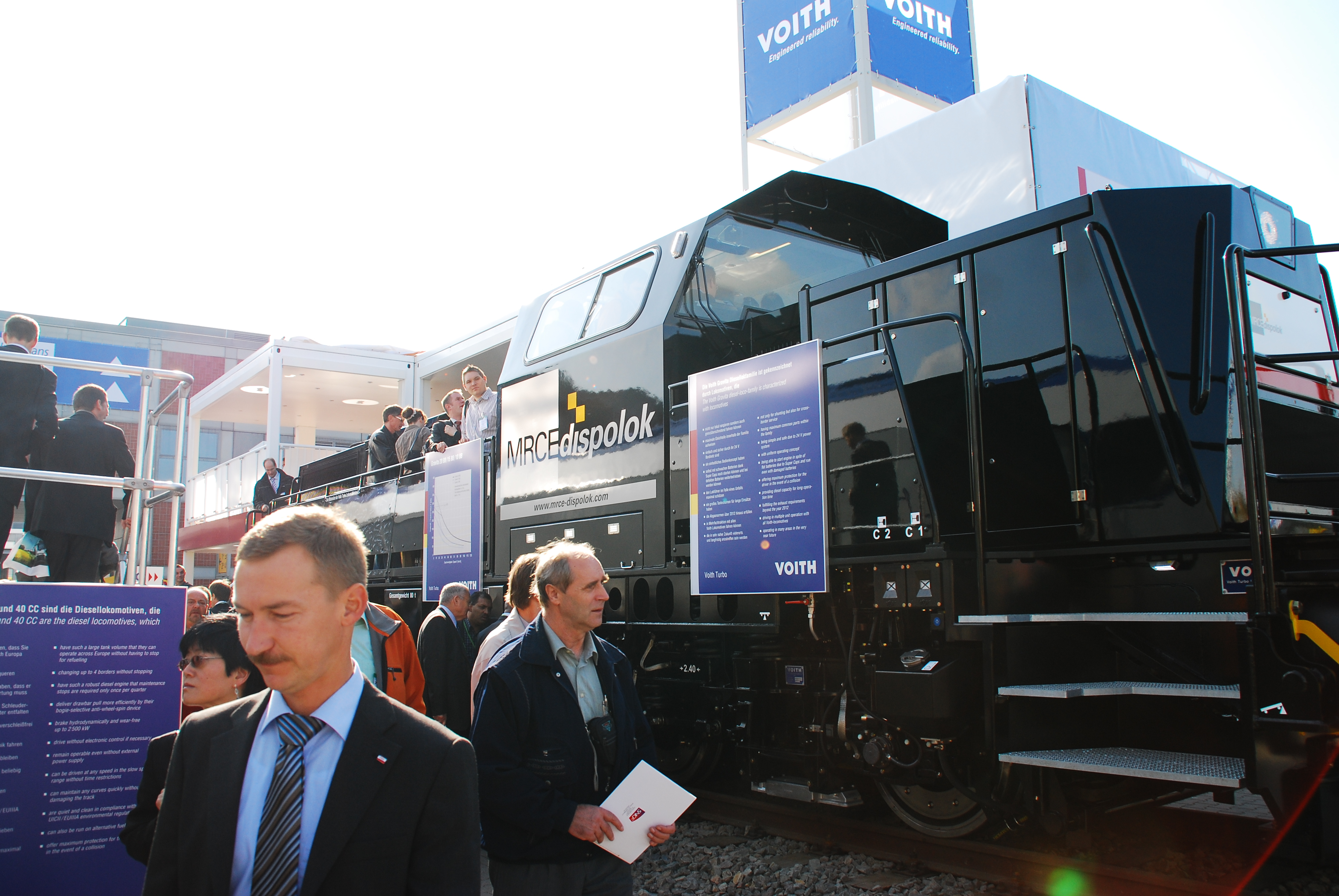
Prototyp auf der InnoTrans 2008
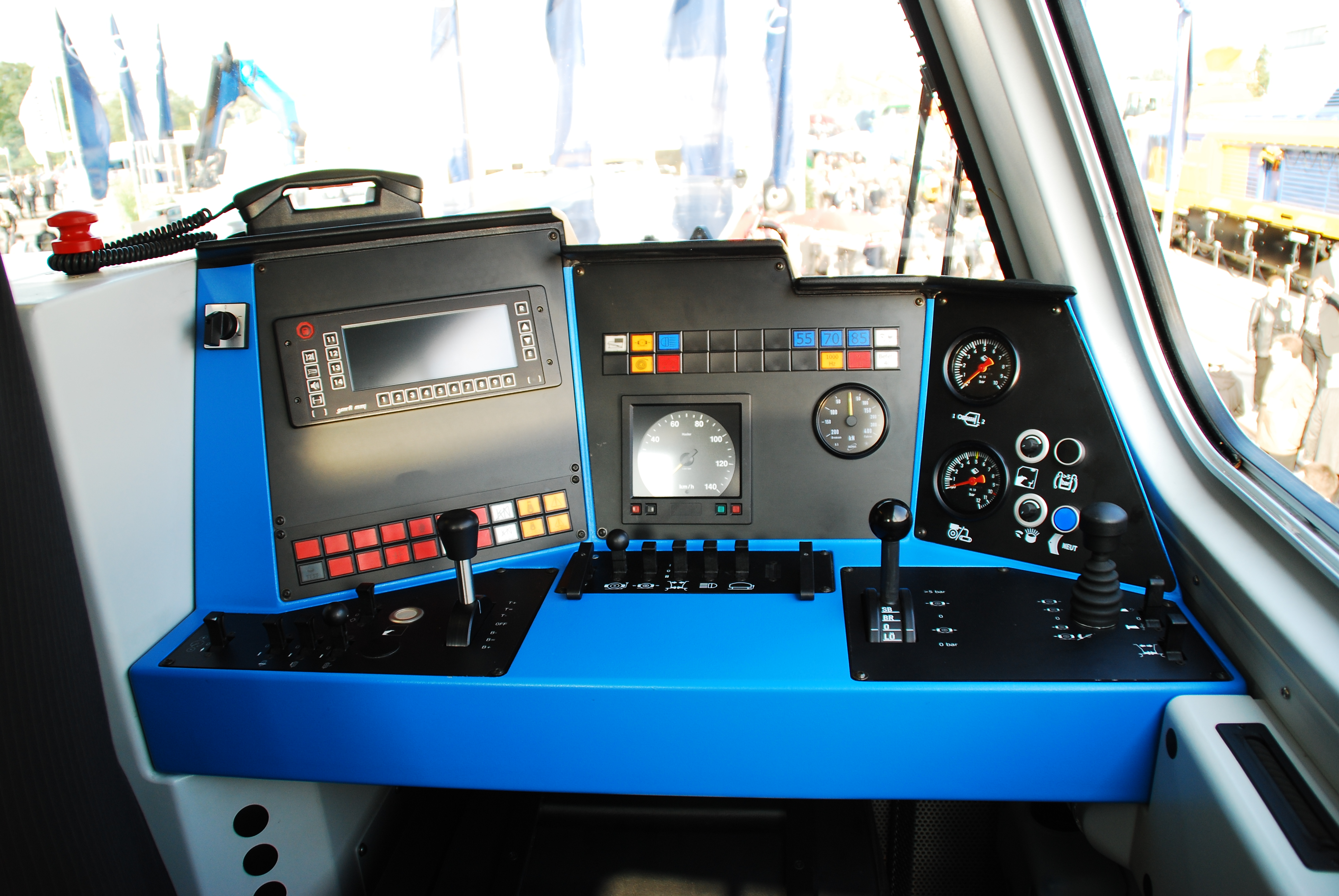
Führerstand der Gravita
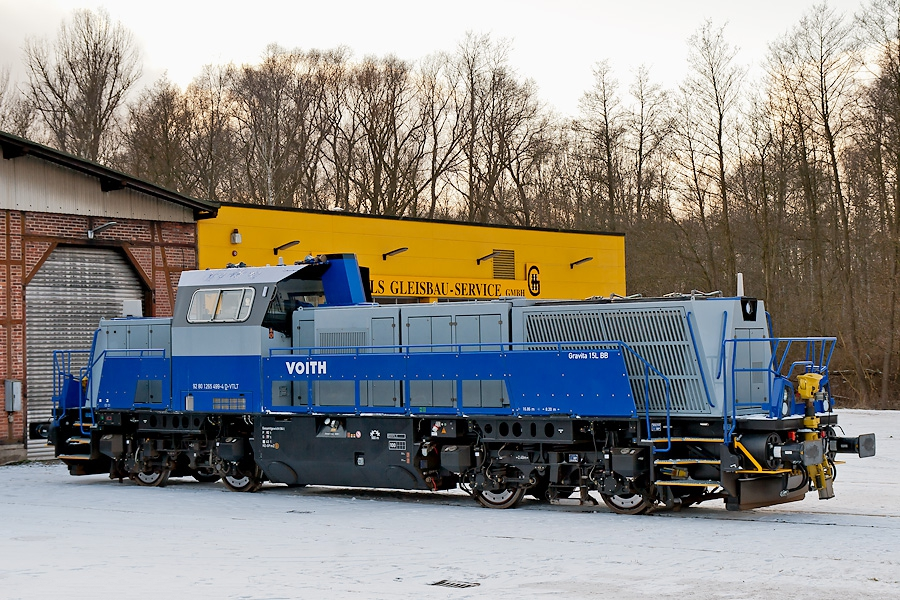
Gravita 15L BB
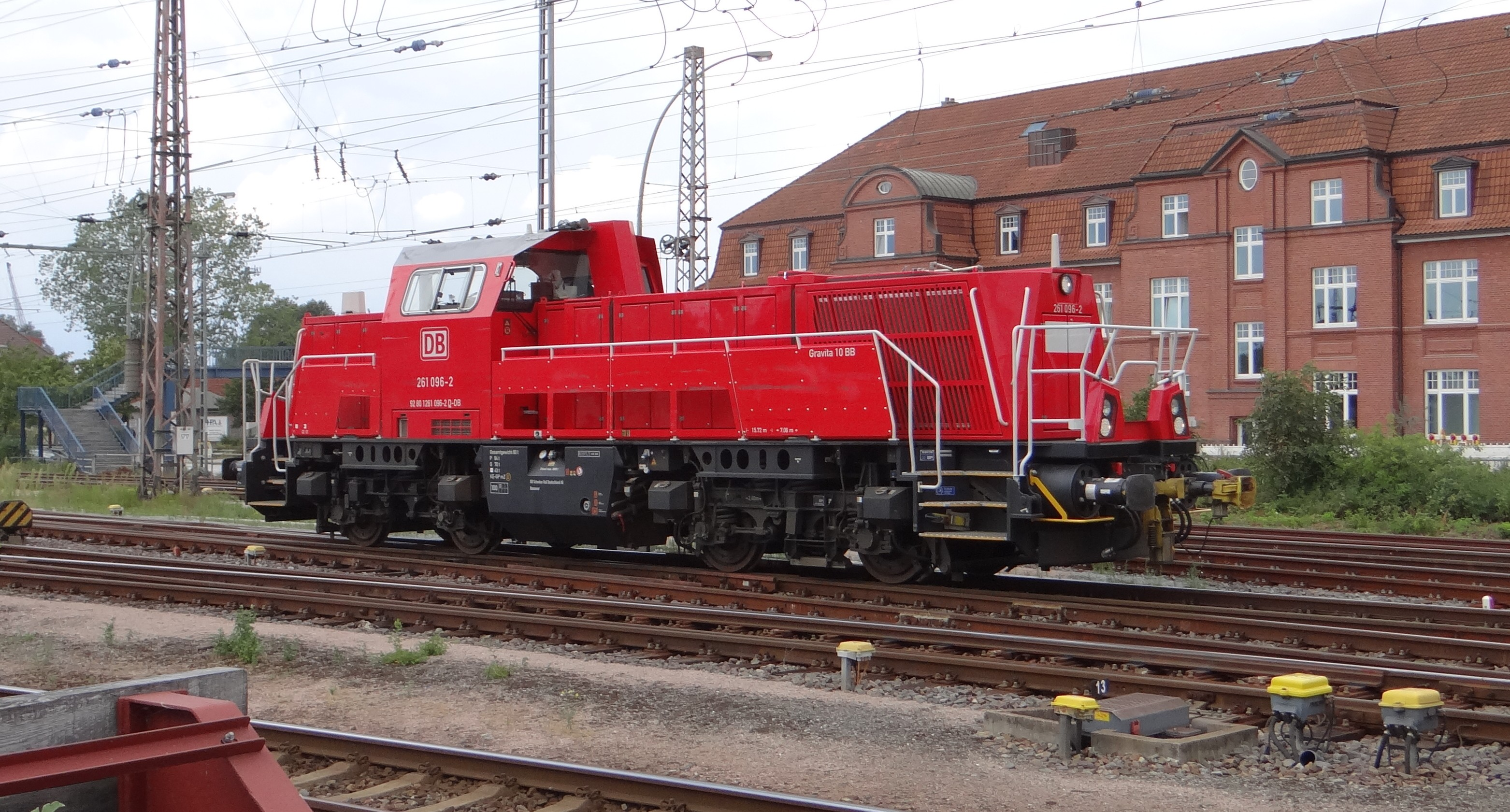
Baureihe 261 der DB AG
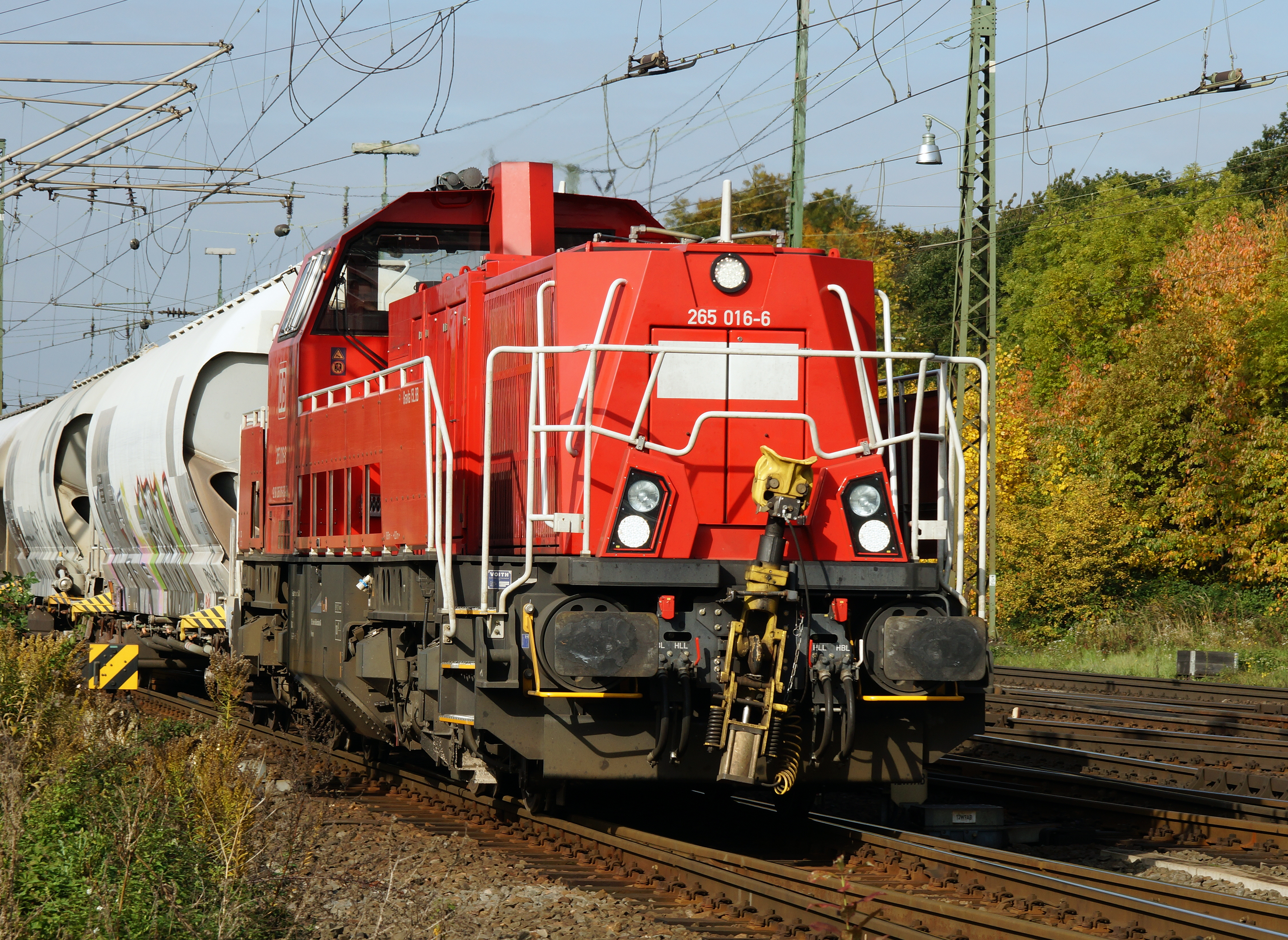
Baureihe 265 der DB AG
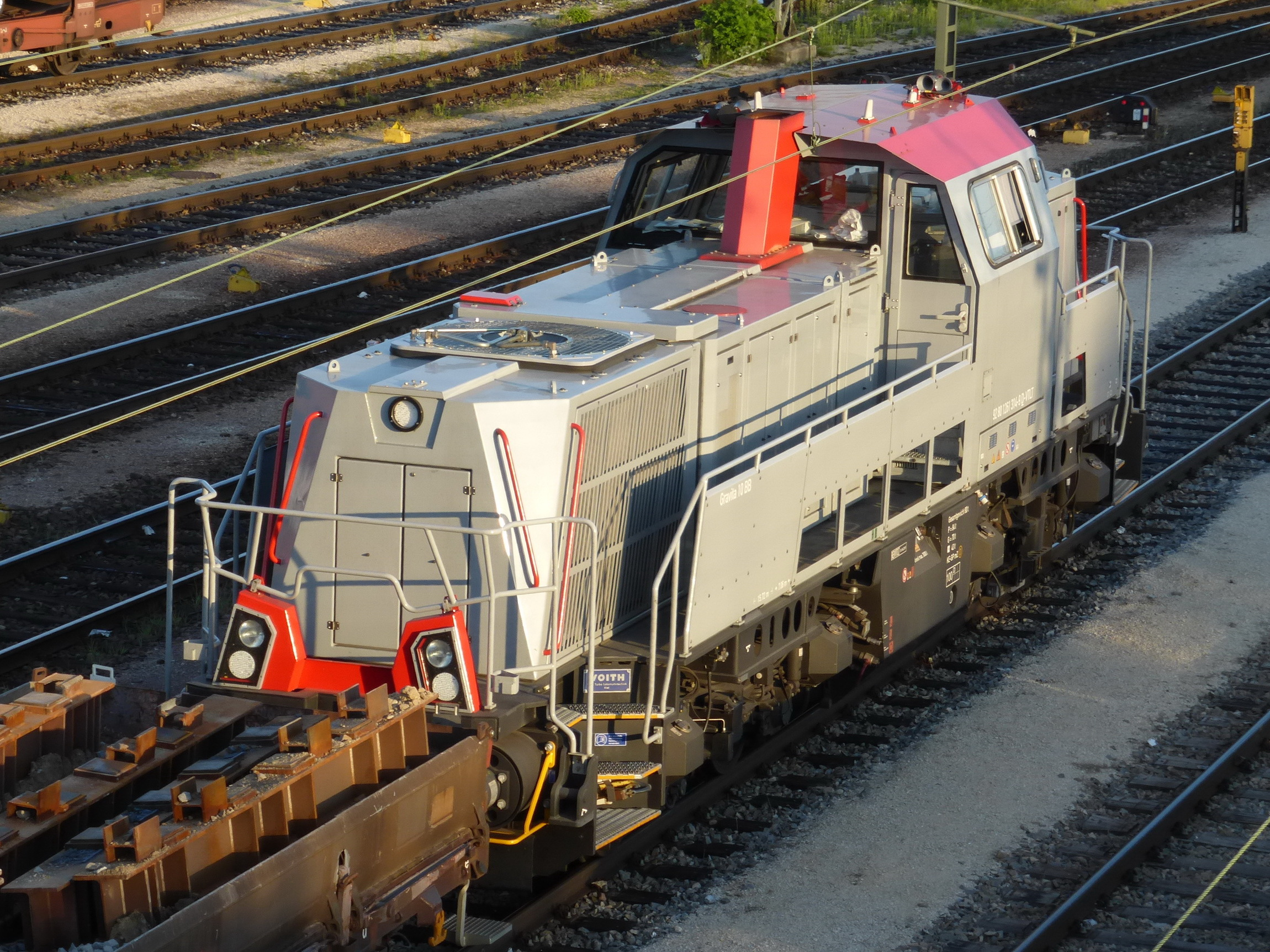
Gravita 10 BB im Bauzugdienst